# Dode noot

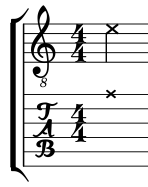
Illustratie van dode noot in muzieknotatie en gitaartabulatuur.

De dode noot is een muzieknoot met een ritmische waarde, maar geen waarneembare toonhoogte. Ze wordt op bladmuziek geschreven als X. Het komt erop neer dat een muzikant, in dit voorbeeld een gitarist, een snaar indrukt, maar deze niet aanslaat, zodat men dus meer een tik hoort dan een toon. Deze ritmische detailtonen zijn vaak moeilijk hoorbaar, vaak tot het punt van bijna-stilte. Bij drumriffs worden de noten vaak kort gespeeld op de kleine trom, tussen het ritme door - vaak op de zestiende noot.

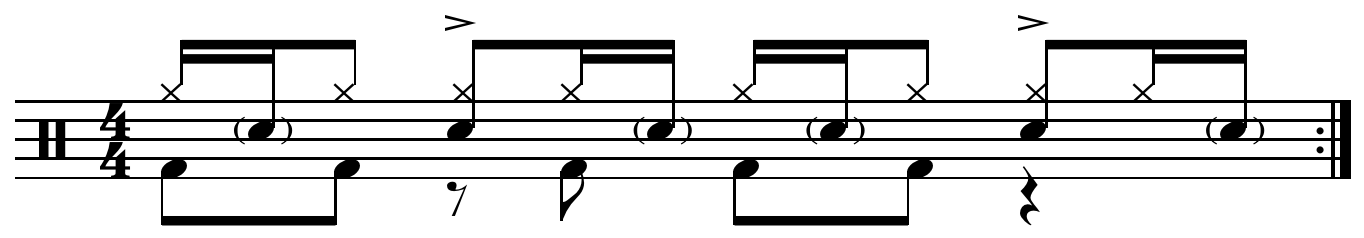
Bij drummen: De dode noten zijn aangegeven door haakjes, de gewone noten onderscheiden zich door de accenten.

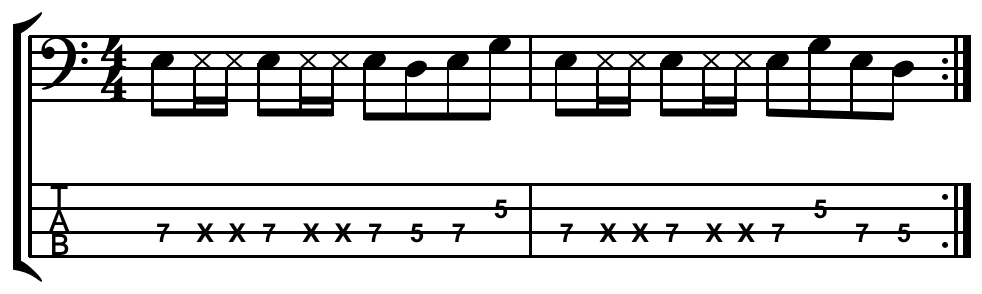
Bij bassen: Dode noten worden aangegeven door de 'x'-noten.

Gebruik van dode noten, vooral in drumriffs, is een veelvoorkomend verschijnsel in rhythm-and-blues. Enkele drummers die vaak gebruikmaken van dode noten, zijn Harvey Mason, Mike Clark, Bernard Purdie en David Garibaldi. Ook Chad Smith van de Red Hot Chili Peppers maakt prominent gebruik van dode noten. In het nummer Cold Sweat, van James Brown, speelt drummer Clyde Stubblefield een beat die zeer veel dode noten bevat, evenals het nummer Rosanna, van Toto, gespeeld door drummer Jeff Porcaro.
Opmerkelijke bassisten die gebruikmaken van dode noten, zijn James Jamerson, Carole Kaye, Rocco Prestia en Chuck Rainey.